# Safiath
Safiath, nghệ danh của Safia Aminami Issoufou Oumarou (sinh ngày 15 tháng 4 năm 1982) là một ca sĩ, rapper, và nhạc sĩ người Niger.
Safiath sinh ra tại Khartoum, và là người dân tộc thiểu số Tuareg và Zarma; mẹ cô là người Sudan, trong khi cha cô là người Niger. Chính ông là người đã nói với cô rằng cô có thể trở thành bất cứ thứ gì cô muốn, ngoài một nhà thiết kế thời trang; do đó, cô đã đến Maroc để học chuyên ngành kinh tế và ngân hàng. Ở Rabat, cô tham gia một nhóm biểu diễn nhạc salsa, cô chơi guitar trong nhóm; sau đó cô trở về Niger, cô thấy việc trở thành một nhạc sĩ dễ dàng hơn là sử dụng bằng cấp. Cô là ca sĩ chính của nhóm rap Kaidan Gaskiya, bên cạnh đó cô cũng đã hát nhiều thể loại khác. Nhiều bài hát của cô, được trình diễn bằng các ngôn ngữ như tiếng Pháp, tiếng Hausa, Zarma và Tamasheq, với chủ đề về các vấn đề xã hội, quyền trẻ em, phụ nữ, và cô mong muốn nâng cao ý thức cho thế hệ trẻ với các bài hát của mình.
Safiath kết hôn với rapper Phéno, và hai người có một đứa con. Cô đã đại diện cho Niger trong nhiều cuộc thi âm nhạc quốc tế, bao gồm cả Jeux de la Francophonie 2013 ở Nice, và cô mong muốn những người đồng hương của cô sẽ nghe nhạc quê hương của họ nhiều hơn và hạn chế nghe nhạc pop; cô ấy cũng nói rằng cô ấy cảm thấy rằng rap Niger đang giảm chất lượng vì nó ngày càng có nhiều ảnh hưởng nước ngoài, đặc biệt là từ các nghệ sĩ Pháp và Mỹ. Ngoài Niger, Safiath cũng đã hợp tác với các nghệ sĩ từ các quốc gia châu Phi khác trong sự nghiệp biểu diễn của cô.